# جيرارد كالنبورغ
جيرارد كالنبورغ (بالهولندية: Gerard Callenburg) (6 ديسمبر 1642 - 8 أكتوبر 1722) هو أدميرال في البحرية الهولنديَّة شهد العديد من الحروب المُهمة في التاريخ الهولندي كالحرب الفرنسية الهولندية وحرب التسع سنوات إلا أن نجمه قد لمع في حرب الخلافة الإسپانيَّة.